# Арнуль II де Гин

Графство Гин в середине XII века
Территория графства Гин
Прочие территории Фландрского графства
Англо-Нормандская монархия
Владения графов Вермандуа
Церковные земли

Арнуль II (фр. Arnould II de Guînes; ок. 1165 — 1220) — граф Гина с 1205 года. Сын Бодуэна II де Гина и Кристины д’Ардр.

## Биография
Воспитывался при дворе Филиппа Эльзасского, графа Фландрии. В 1182 году получил от отца сеньорию Ардр — наследство матери.
После смерти Филиппа Эльзасского (1191 год) согласно условиям Аррасского договора непосредственным сюзереном Гина вместо графов Фландрии становился французский король, к которому отходили Булоннэ и Тернуа.
В 1198 году Арнуль вступил в союз с Бодуэном IX Фландрским, который постарался вернуть себе Аррас, отданный в приданое Изабелле де Эно, жене короля Филиппа Августа. В январе 1199 года на конференции в Перонне стороны пришли к соглашению, согласно которому в подчинении Фландрии остаются Дуэ, Ардр, Лилле, Ла Горг, Ришбур, Эр, Сент-Омер и подтверждается сюзеренитет над графством Гин.
В 1198 или 1199 году Арнуль женился на Беатрисе де Бурбур, наследнице шателении Бурбур и сеньории Туркуэн. Вскоре на её земли предъявила права графиня Фландрии Матильда. Началась война, которая шла с переменным успехом. В 1205 году союзник Матильды Рено де Даммартен взял в плен Бодуэна II — отца Арнуля. Вскоре тот был отпущен, но через некоторое время умер.
Став графом Гина, Арнуль помирился с Матильдой Фландрской. Чтобы обезопасить свои земли от набегов Рено де Даммартена, он в 1211 году признал себя вассалом короля Филиппа Августа. После этого он стал врагом Феррана, графа Фландрии.
В 1214 году Арнуль участвовал в битве при Бувине, в которой попали в плен два его злейших врага — графы Фландрии и Даммартена.

## Семья
Дети:
- Бодуэн III (ум. 1244), граф Гина
- Роберт
- Генрих
- Арнуль
- Беатриса, первая аббатиса аббатства Бонам
- Маго, третья жена Гуго де Шатильона, графа де Сен-Поль
- Аделина
- Беатриса Младшая.

По просьбе Арнуля его каноник Ламберт Ардрский в 1198—1203 годах составил семейную хронику графов де Гин (Historia comitum Ghisnensium).